# Ministarstvo prometa i javnih radova NDH
Ministarstvo prometa i javnih radova Nezavisne Države Hrvatske je bilo ministarstvo u Vladi NDH.

## Prethodna tijela
Nije djelovalo od početka NDH. Nakon što je proglašena NDH, cijeli je promet bio podređen vojnim snagama. Potom je 16. travnja 1941. imenovana prva Vlada NDH. Uskoro je ustrojeno tijelo koje je nosilo ime Zapovjedništvo vojske i Ministarstvo domobranstva; željeznice i promet bile su podređene četvrtom od sedam odjela tog tijela.

## Osnivanje i rad
Koncem lipnja 1941. vlada je preustrojena. Osnovana su nova tijela, među njima i ministarstvo prometa i javnih radova. Zadaća ovog ministarstva bila je skrb za cjelokupni promet, izgradnju prometnica i javne radove.
Ministarstvo imalo je nekoliko tijela. Bavili su se poštom, brzojavom, brzoglasom i javnim radovima (Glavno ravnateljstvo za pošte, brzojave i brzoglase). Željeznicama se bavio Odjel za željeznice, autopromet i brodarstvo. Listopada 1942. mijenja se organizacija te ulogu tog odjela preuzelo je novo tijelo u ministarstvu, Glavno ravnateljstvo za promet.
U jednom kratkoročnom preustroju javni radovi bili su izuzeti iz djelokruga ovog ministarstva te preneseni u djelokrug poslova MUP—a. Nakon kratkog razdoblja vraćeni su natrag pod nadležnost ministarstvo prometa.
Ministri ovog ministarstva bili su Hilmija Bešlagić (1. srpnja 1941. − 11. listopada 1943.), Ante Vokić (11. listopada 1943. − 30. kolovoza 1944.) i Jozo Dumandžić (30. kolovoza 1944. − 8. svibnja 1945.).

### Glavno ravnateljstvo za pošte, brzojave i brzoglase
Glavno ravnateljstvo za pošte, brzojave i brzoglase bavilo se poštom, brzojavnim sustavom i brzoglasom. Jedna od zasluga ovog ravnateljstva jest pokretanje postupka osnivanja poštanskog muzeja u Hrvatskoj. Prijedlog o potrebi osnivanja upućen je državnoj poštanskoj upravi 1942. godine. Muzej pošte i telekomunikacija osnovan je 11 godina poslije, 9. travnja 1953. godine, nakon dugotrajnih nastojanja kulturne javnosti za prikupiti i sačuvati bogatu hrvatsku poštansko-telekomunikacijsku baštinu te da se prikupljena građa službeno pohrani i izloži javnosti.

### Glavno ravnateljstvo za promet
Unutar ovog tijela djelovala su dva ravnateljstva:
- Ravnateljstvo državnih željeznica Zagreb[1]

Zemljopisni djelokrug ovog ravnateljstva bile su pruge u zapadnobosanskim prugama, velikim župama Krbavi-Psatu, Gori, Sani-Luci, Livcu-Zapolju, zapadu, sjeveru i sjeveroistoku NDH.
- Ravnateljstvo Hrvatskih državnih željeznica Sarajevo[1]

Zemljopisni djelokrug ovog ravnateljstva bile su pruge u istočno-bosanskim, srednje-bosanskim, hercegovačkim prugama te u velikim župama Cetini i Dubravi.
Od prvog tjedna kolovoza 1944. osnovano je nova tijela unutar Glavnog ravnateljstva za promet, oba sa sjedištem u Zagrebu. To su bila:
- Ravnateljstvo za građenje državnih željeznica
- Ravnateljstvo Hrvatskog državnog samovoznog prometa.

Željeznice u NDH nisu bile u potpunosti samostalne, nego su bile dijelom podređene njemačkim pokroviteljima. Treći Reich i njegove oružane snage u NDH imale su posebni sustav ustanova koje su se bavile željezničkim prugama od posebnog interesa za Treći Reich. Fašistička Italija također se je postavila u NDH i zadrla u samostalnost željeznica NDH.